# Wayne Henderson
Wayne Henderson (24. září 1939 – 5. dubna 2014) byl americký jazzový pozounista a hudební producent. V roce 1960 spoluzaložil skupinu The Jazz Crusaders, ze které odešel v roce 1975, ale o dvacet let později se k ní opět vrátil. V období, kdy nebyl členem The Jazz Crusaders, se věnoval vydávání vlastních alb a produkování alb jiných interpretů, jakými byli například Michael White, Gábor Szabó, Chico Hamilton, Ramsey Lewis, Roland Bautista, Ronnie Laws a Monk Montgomery. Zemřel v roce 2014 ve věku čtyřiasedmdesáti let; příčinou smrti bylo srdeční selhání vyvolané diabetem.